# ریناتو کانو
ریناتو کانو (به پرتغالی: Renato Pereira da Silva Alberto) مهاجم اهل برزیل است که در شهر سائوپائولو و در تاریخ ۲۷ اکتبر ۱۹۸۵ به دنیا آمده‌است.
ریناتو کانو در تیم‌های فوتبال Club América سابقهٔ حضور دارد.